# Кунтер
Кунтер (нем. Cunter) — деревня и бывшая коммуна в Швейцарии, в кантоне Граубюнден. 
До 2015 года имела статус отдельной коммуны. 1 января 2016 года объединена с коммунами Бивио, Марморера, Мулегнс, Риом-Парсонц, Залуф, Савоньин, Сур и Тиницонг-Рона в новую коммуну Сурсес.
Входит в состав региона Альбула (до 2015 года входила в округ Альбула).
Население коммуны составляет 248 человек (на 31 декабря 2013 года). Официальный код  —  3532.
В общине расположена католическая церковь святого Карло Борромео. На гербе общины — его портрет.